# Meloa
A meloa  (português europeu) ou cantalupo (português brasileiro) é uma variedade de melão arredondada e enrugada, originária da Índia e da África. Começou a ser cultivada por volta de 1700, a partir de sementes trazidas da Armênia, parte da sua zona de origem.
Recebeu o nome de cantalupo por ter sido levado por missionários asiáticos ao castelo pontifício de Cantalupo in Sabina, nas colinas de Roma. Diz-se que o papa Inocêncio XIII, que reinou entre 1721 e 1724, adorava colocar vinho do Porto na cavidade de meia meloa, que comia como aperitivo, um costume que ainda existe.
A variedade mais cultivada é a charentais, de casca verde esbatida e quase exclusiva da França.

## Valor nutricional
- Cada 100 gramas de meloa edível contém:
  - Calorias - 20 kcal
  - Proteínas - 0,6 g
  - Gorduras - 0,1 g
  - Água - 92,1 g
  - Hidratos de carbono (g) - 4,2 g
  - Fibra (g)- 0,9 g
  - Caroteno (μg)- 1000 μg
  - Vitamina C(mg) - 26 mg
  - Potássio (mg)- 210 mg
  - Magnésio (mg) - 11 mg
  - Cálcio (mg) - 20 mg
  - Fósforo (mg) - 13 mg